# Chutzpah
Chutzpah (/ˈhʊt.spə/ ou /ˈxʊt.spə/) est une forme d'audace, en bien ou en mal. Le mot provient de l'hébreu ḥuṣpâ (חֻצְפָּה), qui signifie « insolence », « audace » et « impertinence ». Dans l'usage moderne, il a pris un éventail plus large de significations.
En yiddish et en anglais américain où le mot est notamment très utilisé à New York, il a des connotations ambivalentes, plutôt négatives. Chutzpah peut être utilisé pour exprimer l'admiration envers un culot non-conformiste. Cependant, dans Les Joies du Yiddish, l'expression est illustrée par l'histoire du parricide implorant l'indulgence du tribunal en s'exclamant : « Ayez pitié d'un pauvre orphelin ».
Le mot est aussi passé du yiddish au polonais (hucpa), à l'allemand (Chuzpe), au néerlandais (gotspe), au tchèque (chucpe) avec un usage très commun, à l'alsacien ou à l'espagnol argentin, où il prend alors plutôt une connotation clairement négative et désigne invariablement l'arrogance, le toupet, le culot, la désinhibition, l'absence de honte ou de mauvaise conscience, de surmoi ou d'auto-répression, de respect des règles ou des normes attendues.
Dans une chronique du journal Le Monde, le journaliste français Sylvain Cypel écrit : « c'est le culot monstre, outrageant, du mufle, de l'escroc ou du charmeur qui ne doute de rien. »
Le mot est utilisé en justice, notamment par les cours d'appel en Californie,.